# Theresienstadt (koncentrationsläger)
Den gamla fästningen och garnisonsstaden Theresienstadt (tjeckiska: Terezín) var under andra världskriget ett koncentrationsläger och judiskt getto. Theresienstadt/Terezín ligger i nordvästra Tjeckien, i det av nazisterna benämnda Riksprotektoratet Böhmen och Mähren som ockuperades och införlivades med Tredje riket i mars 1939. Lägergettot Theresienstadt inrättades av tyskarna 1941–1942.

## Lägergettot Theresienstadt

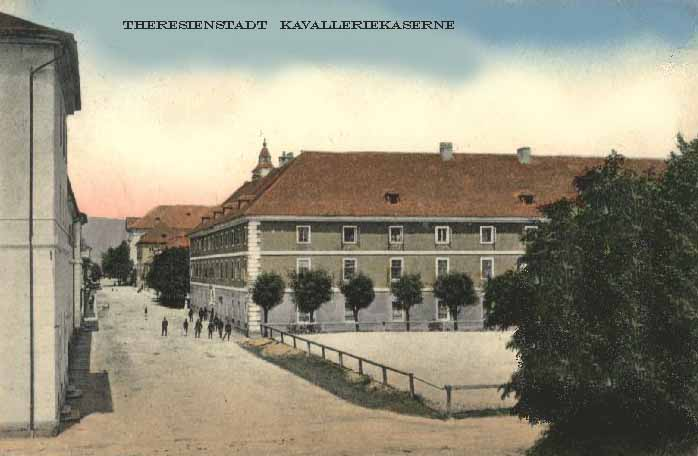
Kavalleriets kaserner i Theresienstadt. Vykort ca 1900.

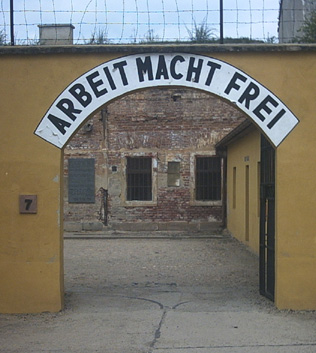
"Arbeit macht frei" som betyder "arbete ger frihet". Terezín 2006.

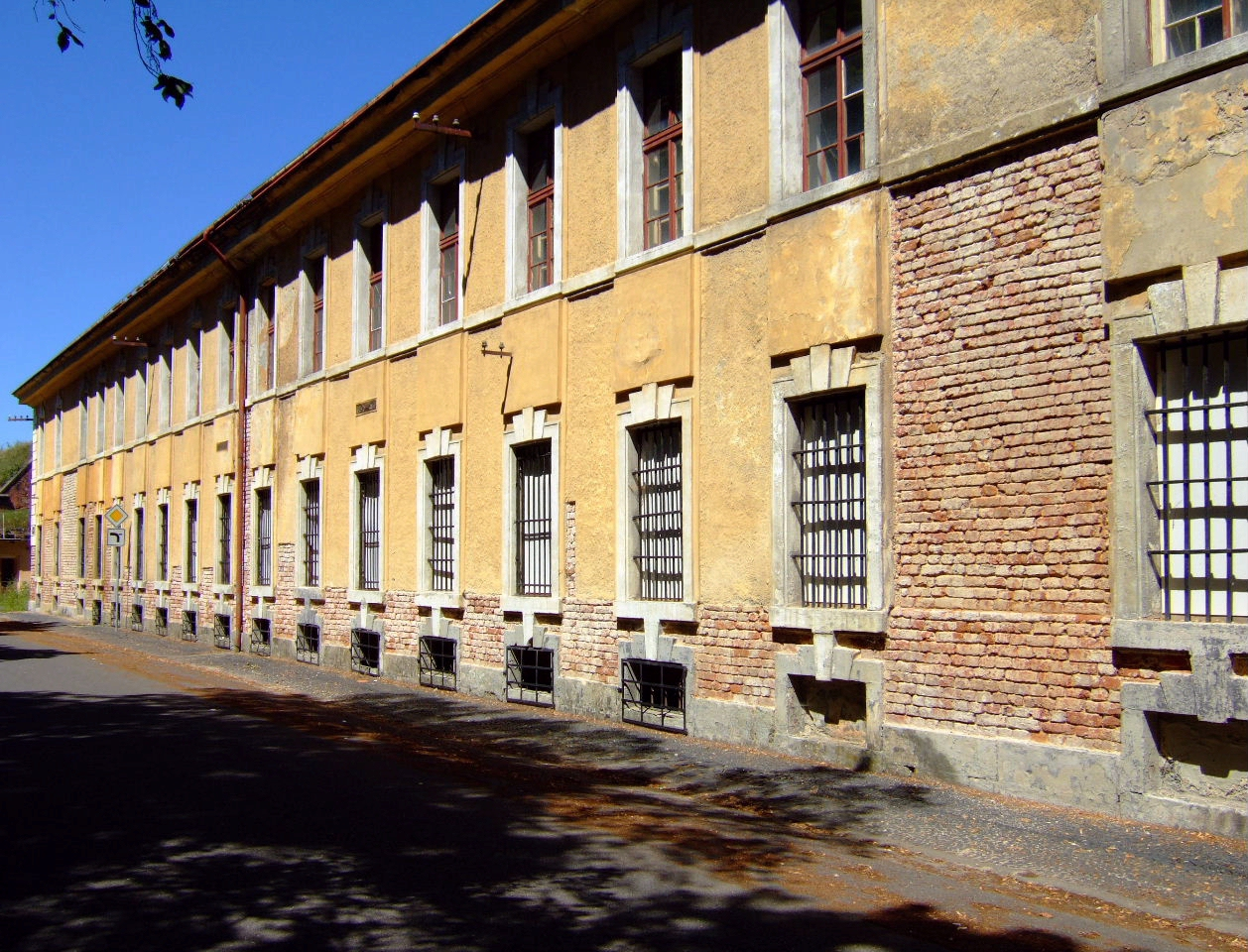
Militärkasernerna Bodenbach (Podmokly). Terezín 2006.

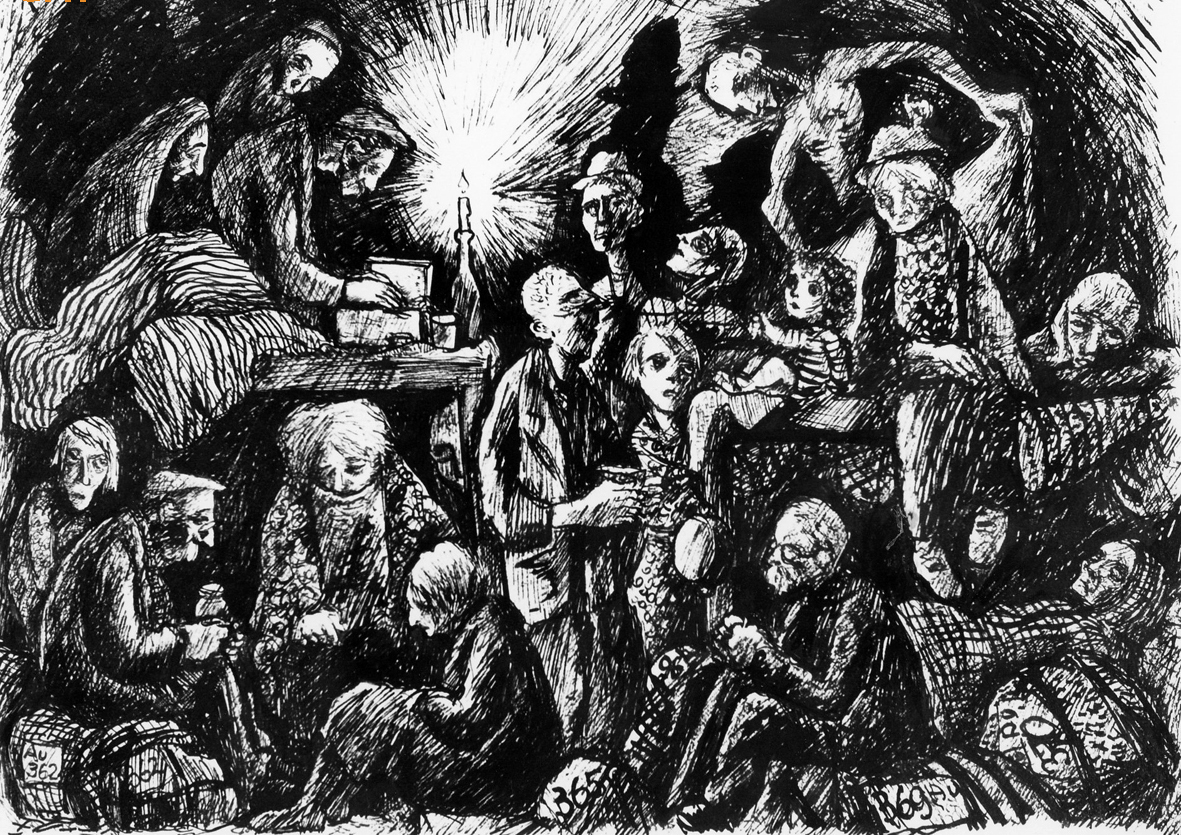
Bostad, teckning av Bedřich Fritta från Theresienstadt.

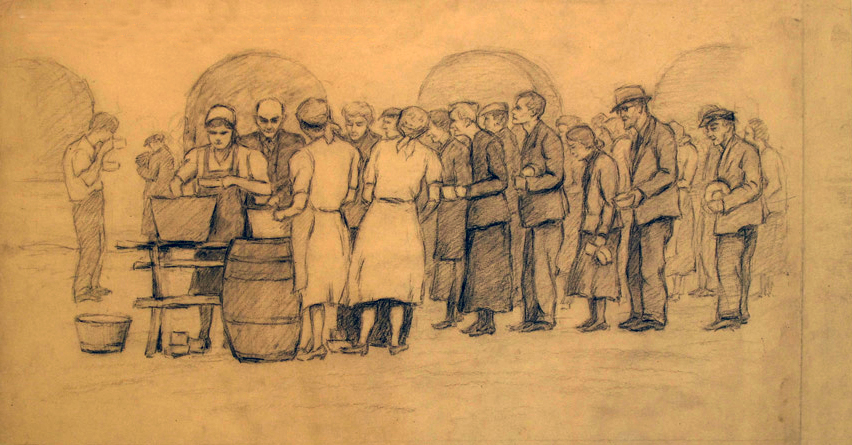
I matkön, teckning av Malva Schalek

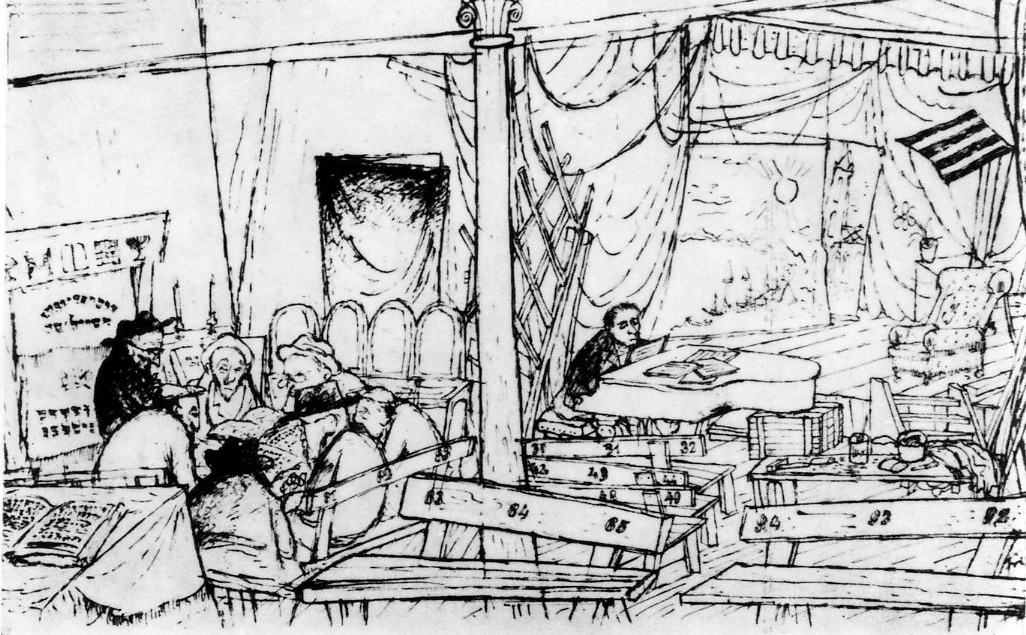
Synagogan och teatern, teckning av Bedřich Fritta

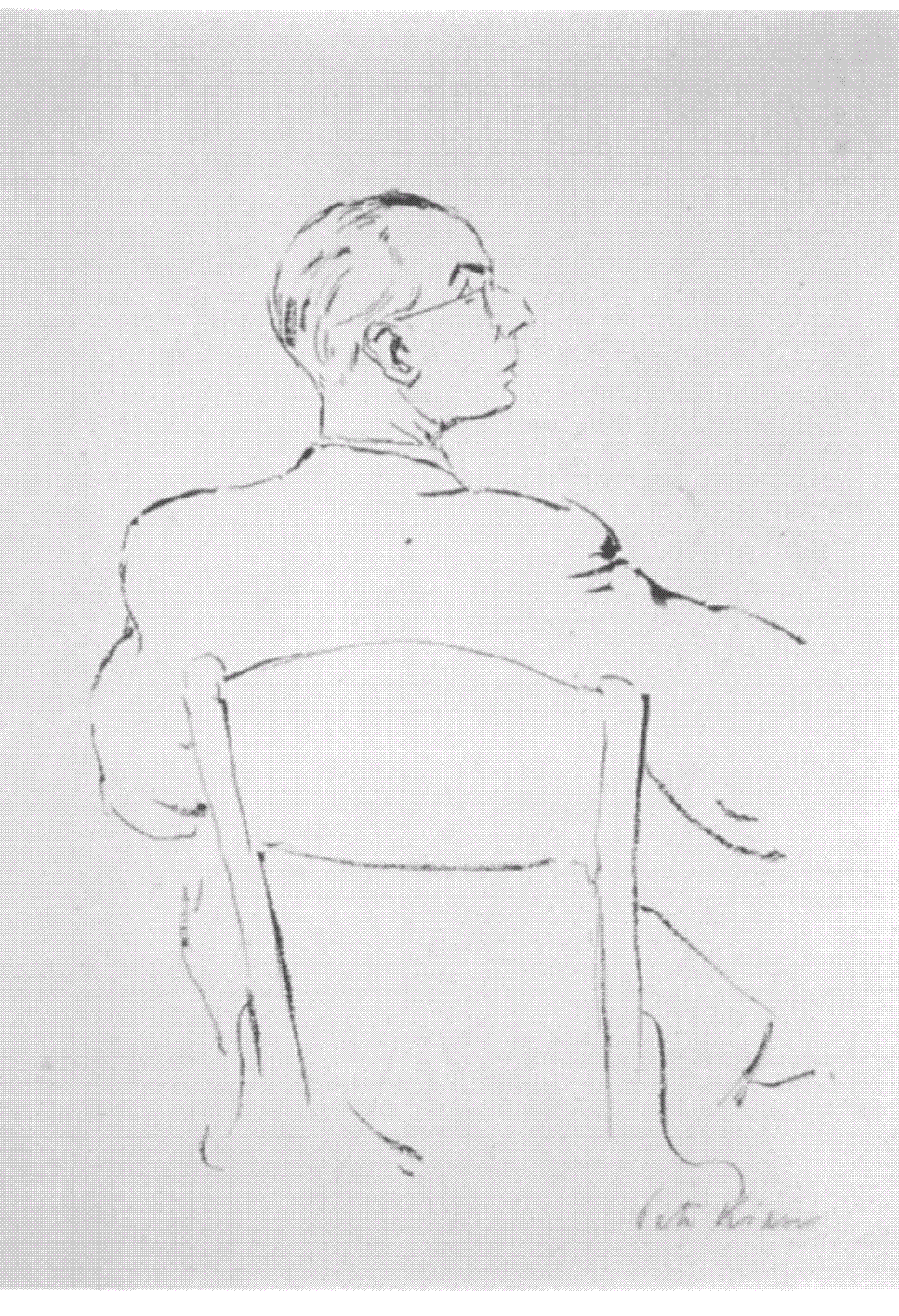
Teckning av Petr Kien föreställande pianisten Carlo Taube. Theresienstadt 1943.

### Garnisonsstaden Theresienstadt
Theresienstadt var en garnisonsstad och fästning uppförd vid slutet av 1700-talet av den österrikiske kejsaren Josef II. Innanför den stjärnformade försvarsmuren fanns en mindre stadsbebyggelse och militärkaserner samt en liten fästning som användes som fängelse. Efter Nazitysklands annektering av Böhmen och Mähren (Tjeckien) i mars 1939 inleddes genast jakten på motståndsmän och fängelserna fylldes med politiska fångar. Gestapo började även använda fängelset i den lilla fästningen i Theresienstadt och själva staden blev en tysk militärbas. Tyskarna såg snart möjligheten att utnyttja den muromgärdade staden för internering av judar. I november 1941 inleddes deportationerna av judar till Theresienstadt, de placerades i kaserner. Därefter lät tyskarna tvångsförflytta stadens bofasta tjeckiska befolkning och hösten 1942 blev hela Theresienstadt ett koncentrationsläger och getto under SS:s kontroll.

### ”Mönstergettot”
Theresienstadt lydde under SS:s myndighet Rikscentralen för judisk utvandring (Reichszentrale für jüdische Auswanderung) och var ett uppsamlings- och genomgångsläger där judar hölls internerade tills de deporterades till läger i öst. Theresienstadt liknade mer ett getto än ett koncentrationsläger, det bestod inte av rader av baracker utan av en redan befintlig stadsbebyggelse och fångarna bar civila kläder. Men Theresienstadt skiljde sig från andra getton; dels var det ett läger/getto dit nazisterna framförallt sände åldringar, krigsinvalider och krigsveteraner från första världskriget samt regionalt, nationellt eller internationellt kända personer, dels användes Theresienstadt av nazisterna i propagandasyfte och visades upp som ett ”självförvaltande judiskt samhälle”.
Theresienstadt som ett läger för speciella kategorier av judar och deras familjer hade sin upprinnelse i att det förekommit kritik och upprördhet över att judar som var dekorerade för insatser under första världskriget, kända judiska akademiker och konstnärer samt gamla människor hade arresterats. Detta antyds också i protokollet från Wannseekonferensen den 20 januari 1942 om Theresienstadts plats i programmet för genomförandet av ”den slutgiltiga lösningen av judefrågan”:“Som en del av det praktiska genomförandet av den slutgiltiga lösningen skall Europa genomsökas från väst till öst. Riksområdet inklusive Protektoratet Böhmen och Mähren kommer att genomsökas i den första fasen på grund av bostadspolitiska skäl och andra socialpolitiska nödvändigheter. De evakuerade judarna kommer först att transporteras till så kallade genomgångsgetton, från vilka de senare kommer att skickas österut. SS-Obergruppenführer Heydrich påtalade att en viktig förutsättning för genomförandet av evakueringarna är att man noga bestämmer vilka personer som skall omfattas av dessa åtgärder. Det är inte avsett att evakuera judar äldre än 65 år, istället skall dessa överföras till ett åldersgetto. Härför är Theresienstadt avsett. Förutom dessa åldersklasser - av de den 31 oktober 1941 i gamla Riket och Ostmark boende cirka 280.000 judarna är cirka 30% över 65 år gamla - skall även krigshandikappade judar och judar med krigsutmärkelser (EK I) överföras. På så sätt förhindras många interventioner.” 
Inför propagandauppvisningarna av ”mönstergettot” lät nazisterna städa och putsa upp gettot; plantera blommor, sopa gator, måla husfasader, rusta upp kaserner och man deporterade ett stort antal judar till läger österut för att minska den uppenbara överbefolkningen. Nazisterna iscensatte även konserter med musiker och publik från gettot. Sådana åtgärder vidtogs bland annat då Röda Korset besökte Theresienstadt i juni 1944 och i april 1945, och till filmer och olika reportage i tyska massmedier. Omtalad är propagandafilmen Theresienstadt från 1944 som helt består av nazisternas fabricerade scener som framställer ett trivsamt liv i gettot.

### Lägret, fångarna, deportationer
Fram till juni 1942 bestod ”invånarna” i Theresienstadt endast av tjeckiska judar, under sommaren började transporterna med judar från Tyskland, Österrike, Luxemburg och Danzig komma. Theresienstadt blev tidigt överbefolkat; staden var anpassad för ca 7 000 invånare men tidvis bestod dess judiska befolkning av upp till 53 000 personer. Från lägrets/gettots upprättande i november 1941 fram till april 1945 deporterades omkring 140 000 personer till Theresienstadt,  87 000 fördes vidare till förintelseläger, färre än 4 000 av dessa överlevde. 32 000 personer passerade under dessa år ”Lilla fästningens” fängelse för politiska fångar. Omkring 33 000 dog under sin tid i Theresienstadt av undernäring, sjukdom och vid avrättningar.
Liksom andra getton hade Theresienstadt en judisk ”självförvaltning”, ett Judenrat (sv:Juderåd), som bland annat förvaltade fördelningen av husrum/liggplats, sjukvård, vattenförsörjning och tilldelning av mat. Det var också Juderådets uppgift att fördela personer till arbetsförband och avgöra vilka personer som skulle tas ut till de deportationer som bestämts av SS. Gettot stod de facto helt under SS:s kontroll.
Fångarna arbetade i gettots snickeri, skrädderi och mekaniska verkstad eller i köket, sjukstugan och med gettots köksträdgård. Ett stort antal tvingades till arbeten utanför gettot i fabriker, med byggnadsarbeten och i gruvor. Theresienstadt hade arbetskommandon eller satellitläger på flera orter inom det nazityska territoriet: i grannstaden Litoměřice (bland annat vid bygget av en underjordisk fabrik), i städerna Motyčín, Oslavany, Kladno och Křivoklát, i Schnarchenreuth i Bayern, Wulkow i Brandenburg och till och med i Riga.
Deportationerna från Theresienstadt till läger och getton i öst började 1942. De gick till gettona i Riga, Warszawa, Łódź och Minsk eller till förintelselägren Auschwitz, Majdanek och Treblinka. I Auschwitz-Birkenau inrättade SS 1943 ett speciellt ”Familjeläger” för fångar från Theresienstadt, hit fördes män, kvinnor och barn. De mördades sex månader senare, i mars 1944.

### Krigsslutet, Röda korset och Röda armén
I början av 1945 hoppades Heinrich Himmler att han skulle kunna använda de judar som ännu var i livet som ett spelkort i förhandlingarna med de allierade. För att visa sitt tillmötesgående släppte SS-ledningen 1 200 personer från Theresienstadt mot en summa av fem miljoner schweizerfranc insamlade av judiska organisationer. I mitten av april släppte man även drygt 400 danska fångar till Svenska Röda Korset. Därefter överförde SS tusentals fångar till Theresienstadt från läger som evakuerats på grund av de annalkande allierade trupperna. Vid månadskiftet april-maj fanns 30 000 personer i Theresienstadt.
Den 2 maj övertog Internationella Röda Korset förvaltningen av lägret. Några dagar senare flydde lägrets SS-personal. Den 9 maj nådde Röda armén Theresienstadt och tog därefter över ansvaret för lägret och dess fångar.

### Musik, teater och föreläsningar i gettot
Nazisterna använde Theresienstadt för att övertyga observatörer från andra länder och den tyska befolkningen att man behandlade judar humant. En viss mängd kulturellt liv tilläts därför i propagandasyfte.  Gettot hade till exempel ett bibliotek med 60.000 böcker. Men framförallt bedrev fångarna själva en omfattande kulturell verksamhet. Många var musiker, sångare, skådespelare, akademiker, författare och bildkonstnärer. De uppförde konserter och teaterpjäser, höll föredrag, komponerade, tecknade och skrev, och hade i hemlighet skolundervisning för barnen. En barnopera, Hans Krásas Brundibár, uppfördes över 50 gånger. En annan opera, Kejsaren av Atlantis, komponerades av Viktor Ullmann under hans internering i lägret. Andra kända fångar var författaren Ilse Weber, konstnären Petr Kien samt kompositörerna Gideon Klein och Pavel Haas. Alla avled i Auschwitz 1944/45.
En del av den musik som skapades i Theresienstadt har räddats till eftervärlden och framförs än idag. Dit hör bland annat Viktor Ullmanns Kejsaren av Atlantis som finns utgiven på CD i Deccas serie Entartete Musik, med musik som motarbetades av nazisterna. År 2007 gav Anne Sofie von Otter ut skivan Terezín/Theresienstadt med sånger skrivna i lägret av ett tiotal kompositörer. Hans Krásas barnopera Brundibár sattes upp på Göteborgsoperan 2015.

### Minnesmuseum
Redan 1947 beslöt den Tjeckoslovakiska regeringen att inrätta Minnesmärket Terezín (tjeckiska: Památnik Terezín) och i dag är den Lilla fästningen samt delar av garnisonstaden ett framstående museum.

## Kommendanter
- Siegfried Seidl (1941–1943)
- Anton Burger (1943–1944)
- Karl Rahm (1944–1945)

### Lilla fästningen
- Heinrich Jöckel (1940–1945)

## Kända fångar
- Hans Günther Adler, författare, poet
- Leo Baeck, tysk rabbin, fördes till Theresienstadt 1943 och överlevde interneringen.
- Abraham Buschke, tysk läkare, dog i Theresienstadt 1943.
- Paul Nikolaus Cossmann, tysk tidningsutgivare, dog 1942 i Theresienstadt.
- Robert Desnos, fransk författare, kom till Theresienstadt 1944 och var fortfarande kvar där vid befrielsen, men dog på platsen ett par dagar senare.
- František Domažlický, tjeckisk kompositör, komponerade en del mindre verk under sin tid som fånge i Theresienstadt.
- Cordelia Edvardson, tysk-svensk författare, deporterades 1944 till Theresienstadt och fördes vidare till Auschwitz. Överlevde; kom till Sverige 1945.
- Prof. Dr. Georg von Eppstein, tysk författare med titeln "Wirklicher Geheimer Rat" och "Geheimer Kabinettsrat" även kallad Excellenz. Dog i Theresienstadt 1942.
- Georg Gradnauer, tysk politiker, fördes till Theresienstadt 1944 och överlevde interneringen.
- Pavel Haas, tjeckisk kompositör, satt fängslad i Theresienstadt 1941–1944 innan han avrättades i Auschwitz.
- Karl Herxheimer, tysk dermatolog, dog strax efter att han förts till Theresienstadt 1942.
- Regina Jonas, tyskfödd rabbin, den första ordinerade kvinnliga rabbinen, satt fängslad i Theresienstadt 1942–1944 innan hon fördes till Auschwitz där hon avrättades.
- Peter Kien, tjeckisk konstnär, satt fängslad i Theresienstadt 1941–1944 innan han avrättades i Auschwitz.
- Ivan Klíma, tjeckisk författare, hölls som barn fången i Theresienstadt 1941–1945.
- Arnošt Lustig, tjeckisk journalist och författare, fördes till Theresienstadt 1942 och flyttades sedan vidare mellan olika koncentrationsläger innan han lyckades fly 1945.
- Auguste van Pels som är känd under det fiktiva namnet Petronella van Daan i Anne Franks dagbok tros ha dött på väg till eller nyligen anländ i Theresienstadt 1945.
- Alfred Philippson, tysk geograf, hölls 1942–1945 fången tillsammans med hustrun Margarete och dottern Dora.
- Ludwig Pick, tysk patolog, dog i Theresienstadt 1944.
- Clementine Plessner, österrikisk-tysk skådespelare dog i Theresienstadt 1942.
- Hans Leo Przibram, österrikisk zoolog, dog i Theresienstadt 1944.
- Isidor Isaak Sadger, österrikisk psykoanalytiker, satt fängslad i Theresienstadt i tre månader 1942 innan han dödades.
- Walter Serner, tyskspråkig tjeckisk författare, deporterades från Prags getto till Theresienstadt i augusti 1942 för vidare transport redan tio dagar senare till avrättningsplatsen Bikernieki.
- Alice Sommer Herz, tjeckisk pianist känd som pianisten i Theresienstadt, fördes till koncentrationslägret 1943 och höll under sin tid där åtskilliga konserter. Hon överlevde interneringen.
- Viktor Ullmann, österrikisk tonsättare, kom till Theresienstadt 1942 och hölls där i två år och skrev under den perioden operan Kejsaren av Atlantis. Han fördes sedan till Auschwitz, där han avrättades.
- Ilse Weber, tjeckisk författare och musiker, satt fängslad i Theresienstadt 1942–1944 och skrev där de sånger hon blivit mest känd för. Hon fördes sedan till Auschwitz där hon avrättades.